# Aix-en-Othe
Aix-en-Othe este o comună în departamentul Aube din nord-estul Franței. În 1 ianuarie 2018 avea o populație de 2.418 de locuitori.
Are o suprafață de 34,76 km². Populația este de 2.418 locuitori, determinată în 1 ianuarie 2018, prin recensământ.